# Musa
As musas (em grego clássico: Μοῦσα; romaniz.: Mousa), na mitologia grega, eram entidades a quem eram atribuídas a capacidade de inspirar a criação artística ou científica. Eram as nove filhas de Mnemósine ("Memória") e Zeus. O templo das musas era o Museion, termo que deu origem à palavra museu nas diversas línguas indo-europeias como local de cultivo e preservação das artes e ciências.
Também eram chamadas de "Perméssides", em referência ao rio Permesso, na Beócia, local onde, de acordo com a Teogonia de Hesíodo, se banhariam.

## As nove musas e suas artes
| Musa                | Significado do nome     | Arte ou Ciência           | Representação (Atributo)                      |
| ------------------- | ----------------------- | ------------------------- | --------------------------------------------- |
| Calíope             | A da bela voz           | Poesia Épica              | Tabuleta e buril                              |
| Clio Kleio          | A Proclamadora          | História                  | Pergaminho parcialmente aberto                |
| Erato               | Amável                  | Poesia Lírica             | Pequena Lira                                  |
| Euterpe             | A doadora de prazeres   | Música                    | Flauta                                        |
| Melpômene           | A poetisa               | Tragédia                  | Uma máscara trágica, uma grinalda e uma clava |
| Polímnia Polyhymnia | A de muitos hinos       | Música Cerimonial (sacra) | Figura velada                                 |
| Tália Thaleia       | A que faz brotar flores | Comédia                   | Máscara cômica e coroa de hera ou um bastão   |
| Terpsícore          | A rodopiante            | Dança                     | Lira e plectro                                |
| Urânia              | A celestial             | Astronomia e Astrologia   | Globo celestial e compasso                    |

## Origem mitológica

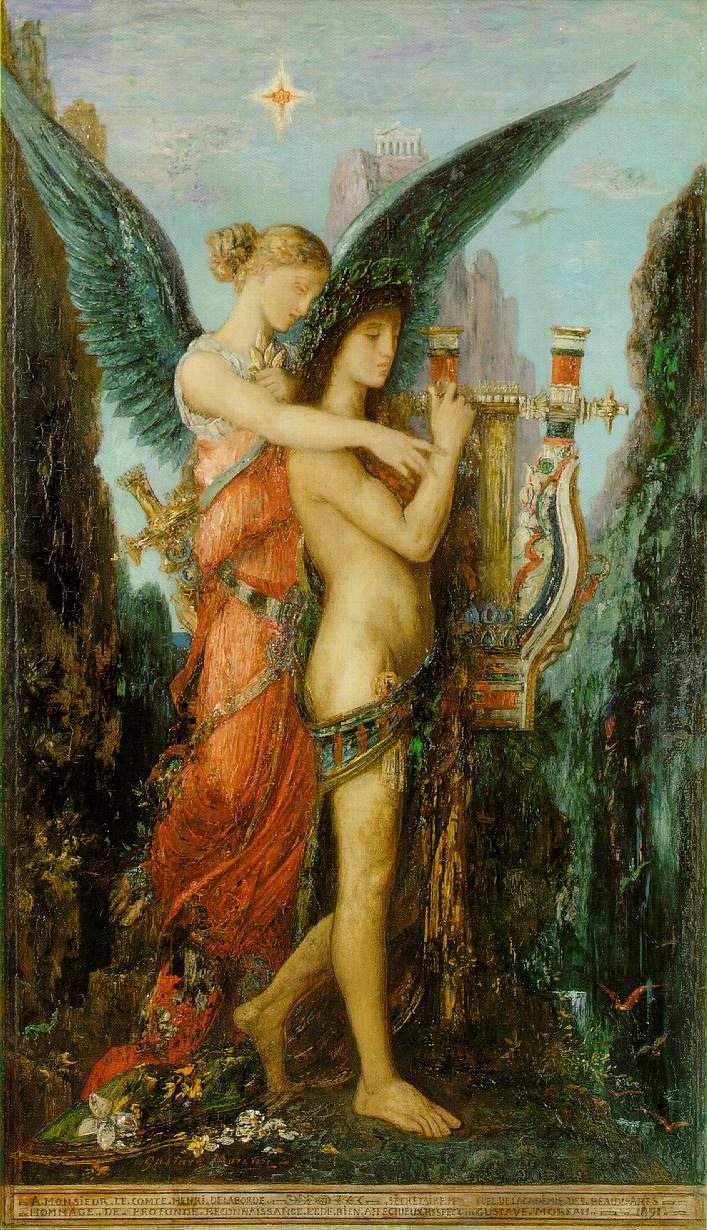
Hesíodo e a musa
Por Gustave Moreau, 1891, Museu de Orsay

Após a vitória dos deuses do Olimpo sobre os seis filhos de Urano, conhecidos como titãs, foi solicitado a Zeus que se criassem divindades capazes de cantar a vitória e perpetuar a glória dos Olímpicos. Zeus então partilhou o leito com Mnemósine, a deusa da memória, durante dez noites consecutivas e, um ano depois, Mnemósine deu à luz nove filhas em um lugar próximo ao monte Olimpo. Criou-as ali o caçador Croto, que depois da morte foi transportado, pelo céu, até a constelação de Sagitário. As musas cantavam o presente, o passado e o futuro, acompanhadas pela lira de Apolo, para deleite das divindades do panteão. Eram, originalmente, ninfas dos rios e lagos. Seu culto era originário da Trácia ou em Pieria, região a leste do Olimpo, de cujas encostas escarpadas desciam vários córregos produzindo sons que sugeriam uma música natural, levando a crer que a montanha era habitada por deusas amantes da música. Nos primórdios, eram apenas deusas da música, formando um maravilhoso coro feminino. Posteriormente, suas funções e atributos se diversificaram.
- Calíope (bela voz), a primeira entre as irmãs, era a musa da eloquência. Seus símbolos eram a tabuleta e o buril. É representada sob a aparência de uma jovem de ar majestoso, a fronte cingida de uma coroa de ouro. Está ornada de grinaldas, com uma mão empunha uma trombeta e com a outra, um poema épico. Foi amada por Apolo, com quem teve dois filhos: Himeneu e Iálemo. E também por Eagro, que desposou e de quem teve Orfeu, o célebre cantor da Trácia.
- Clio (a que confere fama) era a musa da História, sendo símbolos seus o clarim heroico e a clepsidra. Costumava ser representada sob o aspecto de uma jovem coroada de louros, tendo na mão direita uma trombeta e na esquerda um livro intitulado "Tucde". Aos seus atributos acrescentam-se ainda o globo terrestre sobre o qual ela descansa, e o tempo que se vê ao seu lado, para mostrar que a história alcança todos os lugares e todas as épocas.
- Euterpe (a que dá júbilo) era a musa da poesia lírica e tinha por símbolo a flauta, sua invenção. Ela é uma jovem, que aparece coroada de flores, tocando o instrumento de sua invenção. Ao seu lado estão papéis de música, oboés e outros instrumentos. Por estes atributos, os gregos quiseram exprimir o quanto as letras encantam àqueles que as cultivam.
- Tália (a festiva) era a musa da comédia que vestia uma máscara cômica e portava ramos de hera. É mostrada por vezes portando também um cajado de pastor, coroada de hera, calçada de borzeguins e com uma máscara na mão. Muitas de suas estátuas têm um clarim ou porta-voz, instrumentos que serviam para sustentar a voz dos autores na comédia antiga.
- Melpômene (a cantora) era a musa da tragédia; usava máscara trágica e folhas de videira. Empunhava a maça de Hércules e era oposto de Tália. O seu aspecto é grave e sério, sempre está ricamente vestida e calçada com coturnos.
- Terpsícore (a que adora dançar) era a musa da dança. Também regia o canto coral e portava a cítara ou lira. Apresenta-se coroada de grinaldas, tocando uma lira, ao som da qual dirige a cadência dos seus passos. Alguns autores fazem-na mãe das Sereias.
- Érato (a que desperta desejo) era a musa do verso erótico. É uma jovem ninfa coroada de mirto e rosas. Com a mão direita segura uma lira e com a esquerda um arco. Ao seu lado está um pequeno Amor que beija-lhe os pés.
- Polímnia (a de muitos hinos) era a musa dos hinos sagrados e da narração de histórias. Costuma ser apresentada em atitude pensativa, com um véu, vestida de branco, em uma atitude de meditação, com o dedo na boca.
- Urânia (celeste) era a musa da astronomia, tendo por símbolos um globo celeste e um compasso. Representam-na com um vestido azul-celeste, coroada de estrelas e com ambas as mãos segurando um globo que ela parece medir, ou então tendo ao seu lado uma esfera pousada uma tripeça e muitos instrumentos de matemática. Urânia era a entidade a que os astrônomos/astrólogos pediam inspiração.

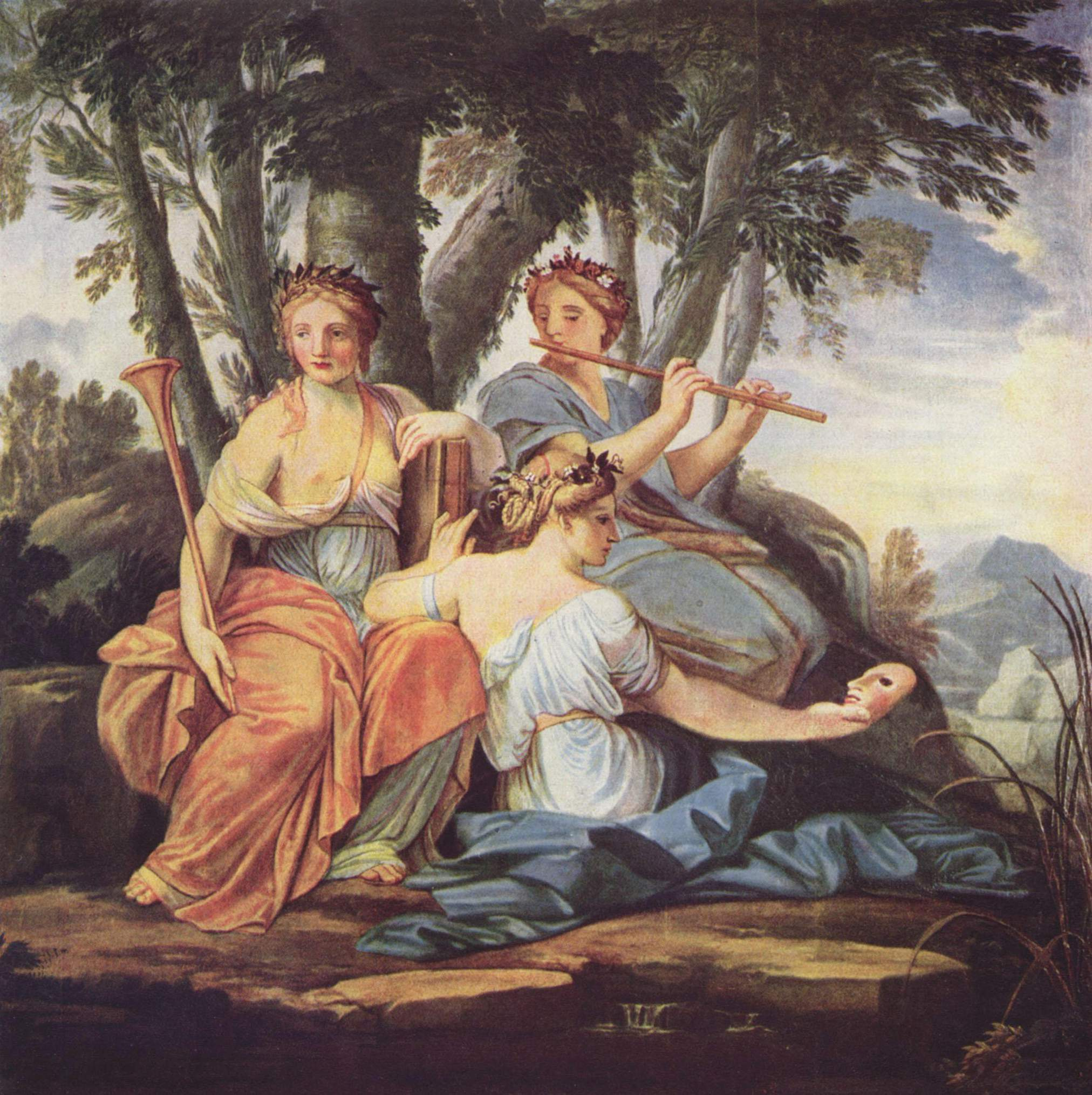
As musas Clio, Euterpe e Talia
Por Eustache Le Sueur

Suas moradas, normalmente situadas próximas à fontes e riachos, ficavam na Pieria, leste do Olimpo (musas pierias), no monte Helicon, na Beócia (musas beócias) e no monte Parnaso em Delfos (musas délficas). Nesses locais dançavam e cantavam, acompanhadas muitas vezes de Apolo Musagetes (líder das musas - epíteto de Apolo). Eram bastante zelosas de sua honra e puniam os mortais que ousassem presumir igualdade com elas na arte da música.
O coro das musas tornou o seu lugar de nascimento um santuário e um local de danças especiais. Também frequentavam o monte Hélicon, onde duas fontes, Aganipe e Hipocrene, tinham a virtude de conferir inspiração poética a quem bebesse suas águas. Ao lado das fontes, faziam graciosos movimentos de uma dança, com seus pés incansáveis, enquanto exibiam a harmonia de suas vozes cristalinas.
Na mitologia grega, as musas (em grego Μοῦσαι) eram, segundo os escritores mais antigos, as deusas inspiradoras da música e, segundo as noções posteriores, divindades que presidiam os diferentes tipos de poesia, assim como as artes e as ciências. Originalmente foram consideradas Ninfas inspiradoras das fontes, próximas das quais eram adoradas, e levaram nomes diferentes em distintos lugares, até que a adoração trácio-beócia das nove musas se estendeu desde Beócia ao resto das regiões da Grécia e ao final permaneceria geralmente estabelecida.
Ainda que na mitologia romana terminaram sendo identificadas com as Camenas, Ninfas inspiradoras das fontes, na realidade pouco tinham a ver com elas.
Genealogia

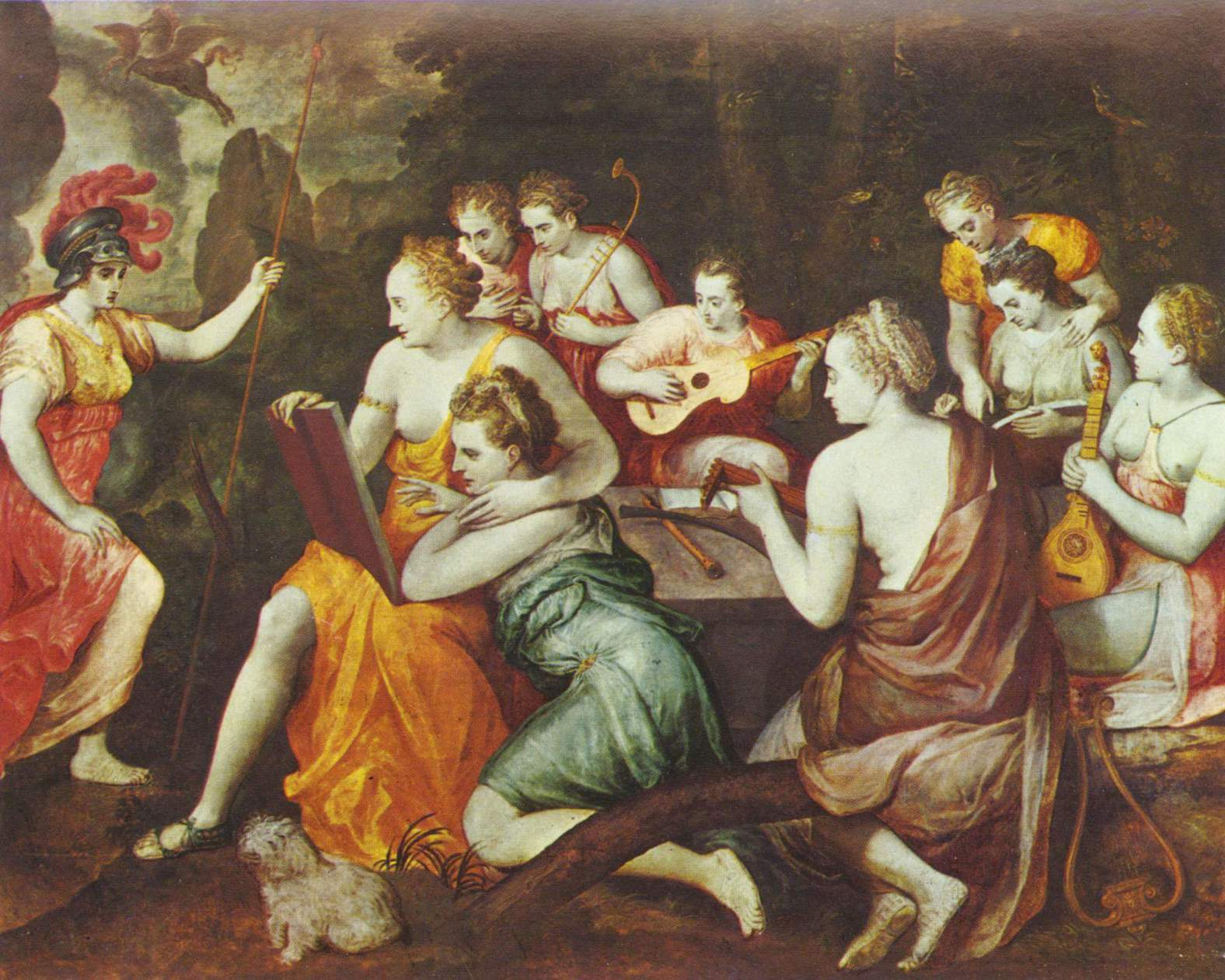
Atena junto às musas
Por Frans Floris, c. 1560

A genealogia das musas não é a mesma em todas as fontes. A noção mais comum é que eram filhas de Zeus, rei dos Olímpicos, e Mnemôsine, deusa da memória, e que nasceram em Pieria na Trácia, ao pé do monte Olimpo, pelo qual às vezes lhes chamavam Olímpicas, mas alguns autores como Alcmán, Mimnermos e Praxila as consideravam mais primordiais, filhas de Urano e Gaia. Pausânias explica que havia duas gerações de musas, sendo as primeiras e mais antigas filhas de Urano e Gaia e as segundas de Zeus e Mnemôsine. Eram belas e sempre conseguiam o que elas queriam.
Outras versões afirmavam que eram filhas:
- De Apolo;lonis
- De Zeus e Plusia;
- De Urano e Gaia;
- De Píeros e uma ninfa pimpleia ao qual Cícero chama Antíope (pelo qual às vezes lhes chamam Piérides, Pimpleias ou Pimpleídes);
- De Zeus e Mnemôsine ou Mnemea de onde são chamadas mnemonides. Moneta provavelmente é uma simples tradução romana dessas deusas.

Considerava-se Eufeme a ama-de-leite das musas e ao pé do monte Helicón sua estátua aparecia junto à de Linos.

## Sobre seu número

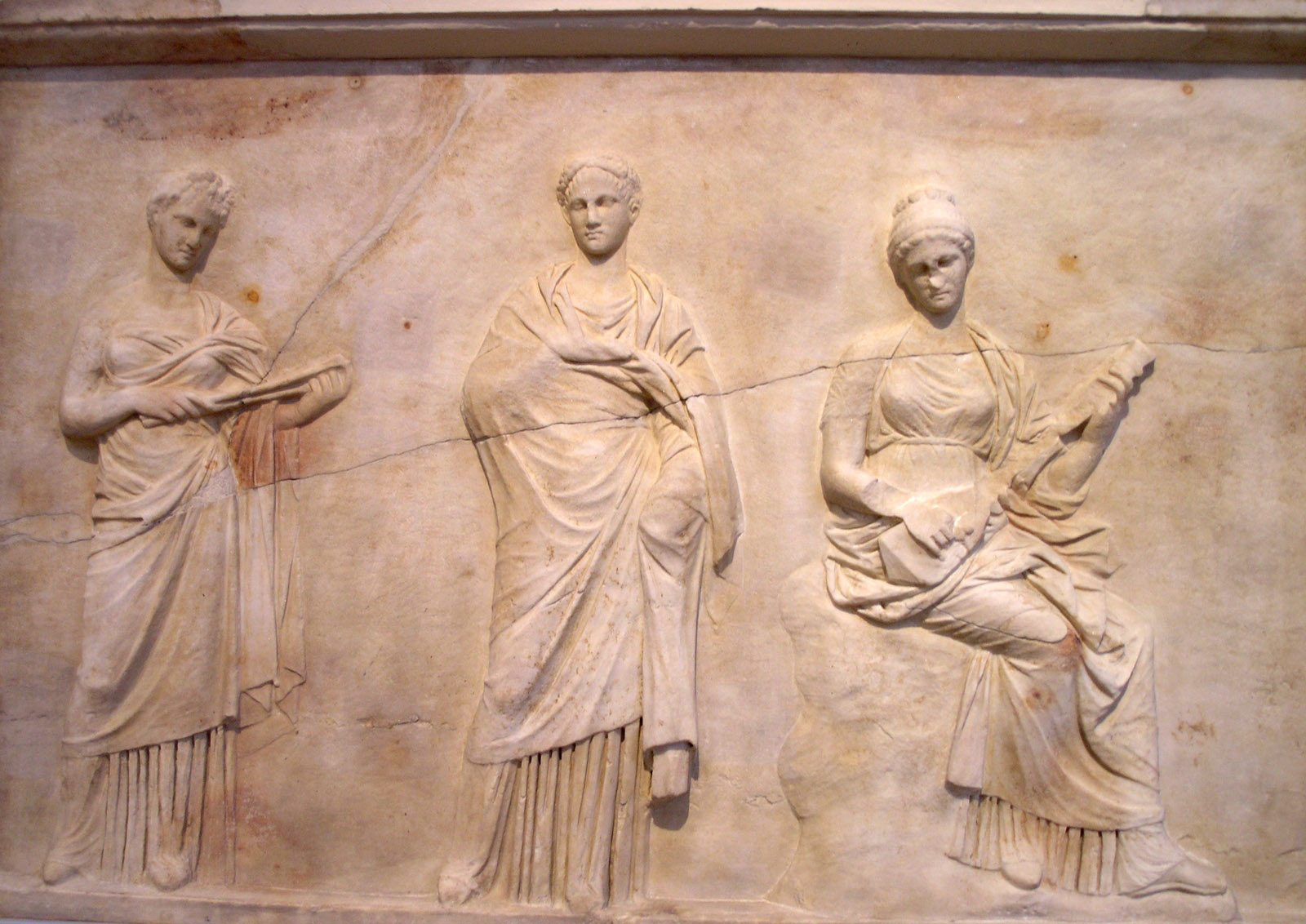
Três musas
baixo-relevo de Mantineia atribuído ao escultor de Praxíteles, século IV a. C.

Por Pausânias, sabemos que originalmente se adoravam a três musas no monte Helicón, na Beócia: 
- Meletea (Μελέτη, "meditação");
- Mnemea (Μνήμη, "memória");
- Aedea (Ἀοιδή, "canto" e "voz").

Dizia-se que seu culto e nomes haviam sido introduzidos pela primeira vez pelos Aloádes: Efialtes e Otos. Juntas formavam o retrato completo das pré-condições para a arte poética nas práticas religiosas. Também se reconheciam a três em Sición, onde uma delas levava o nome de Polimatía, e em Delfos, onde seus nomes eram idênticos aos das três cordas da lira, ou seja, Nete, Mese e Hípate, ou Cefisos, Apolonis e Boristenis, que eram os nomes que as caracterizavam como filhas de Apolo.
Como filhas de Zeus e Plusia se acham menções a cinco musas: 
- Meletea ("praticar");
- Menme ("recordar");
- Telxínoe (Θελξινόη, "tocar");
- Aedea ("cantar");
- Arkhe (Ἀρχή, "glorificar").

Algumas fontes, na qual por sua vez são consideradas filhas de Píeros, mencionam sete musas chamadas Piérides: Neilos, Tritone, Asopos, Heptapora, Aquelois, Tipoplos e Rhodia, e por último outras mencionam oito, que também se diz que era o número reconhecido em Atenas.

## As nove musas canônicas

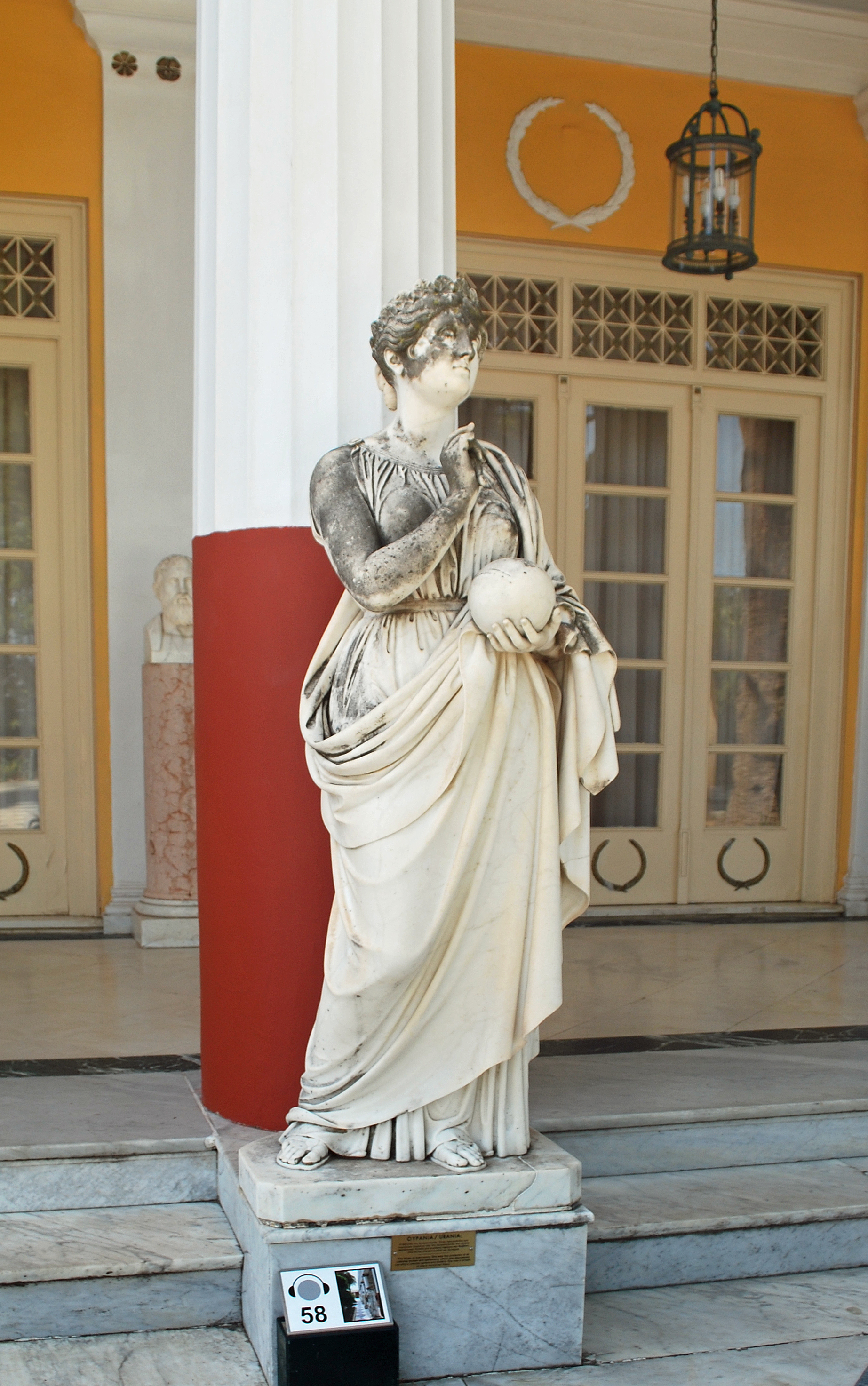
Urânia
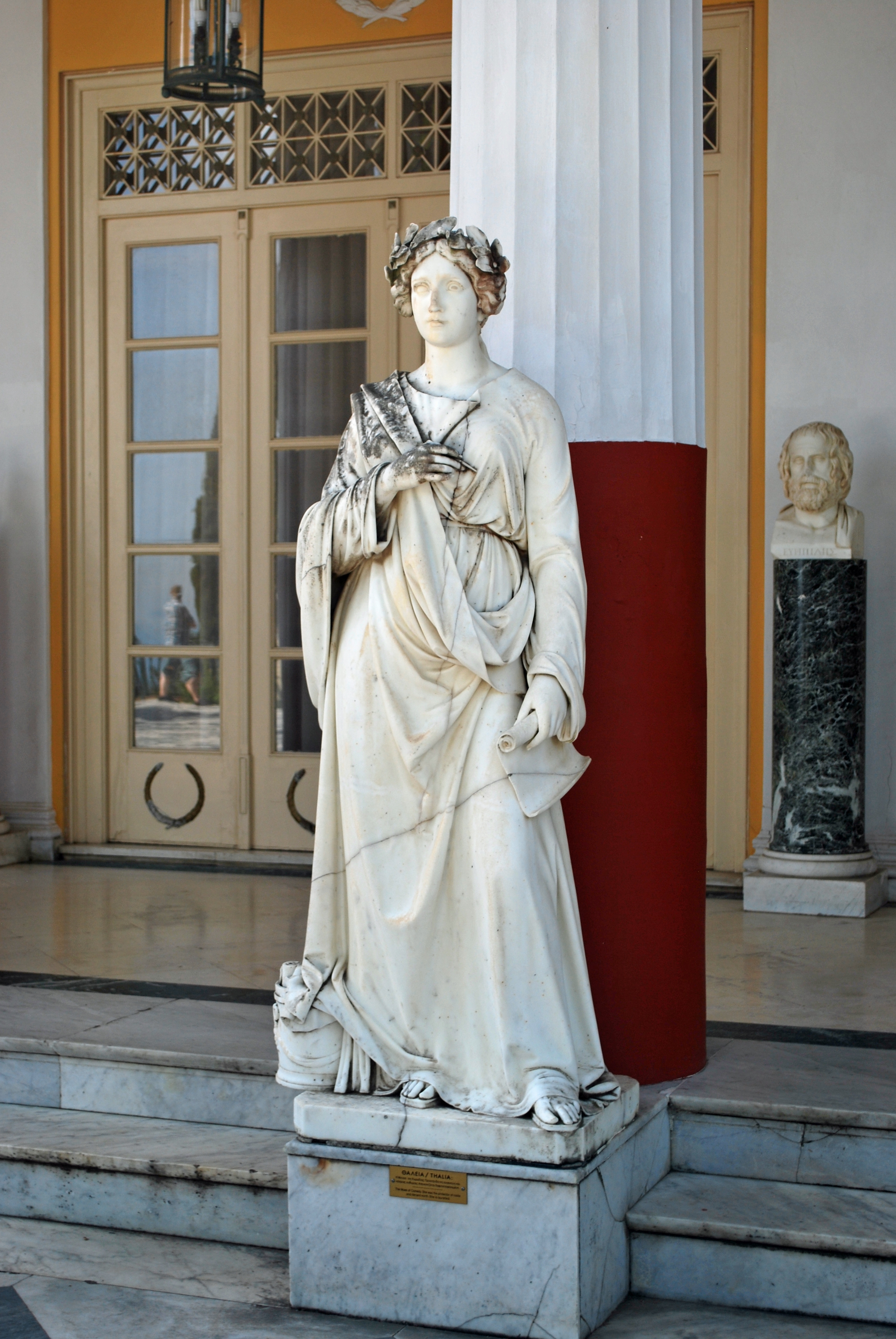
Tália
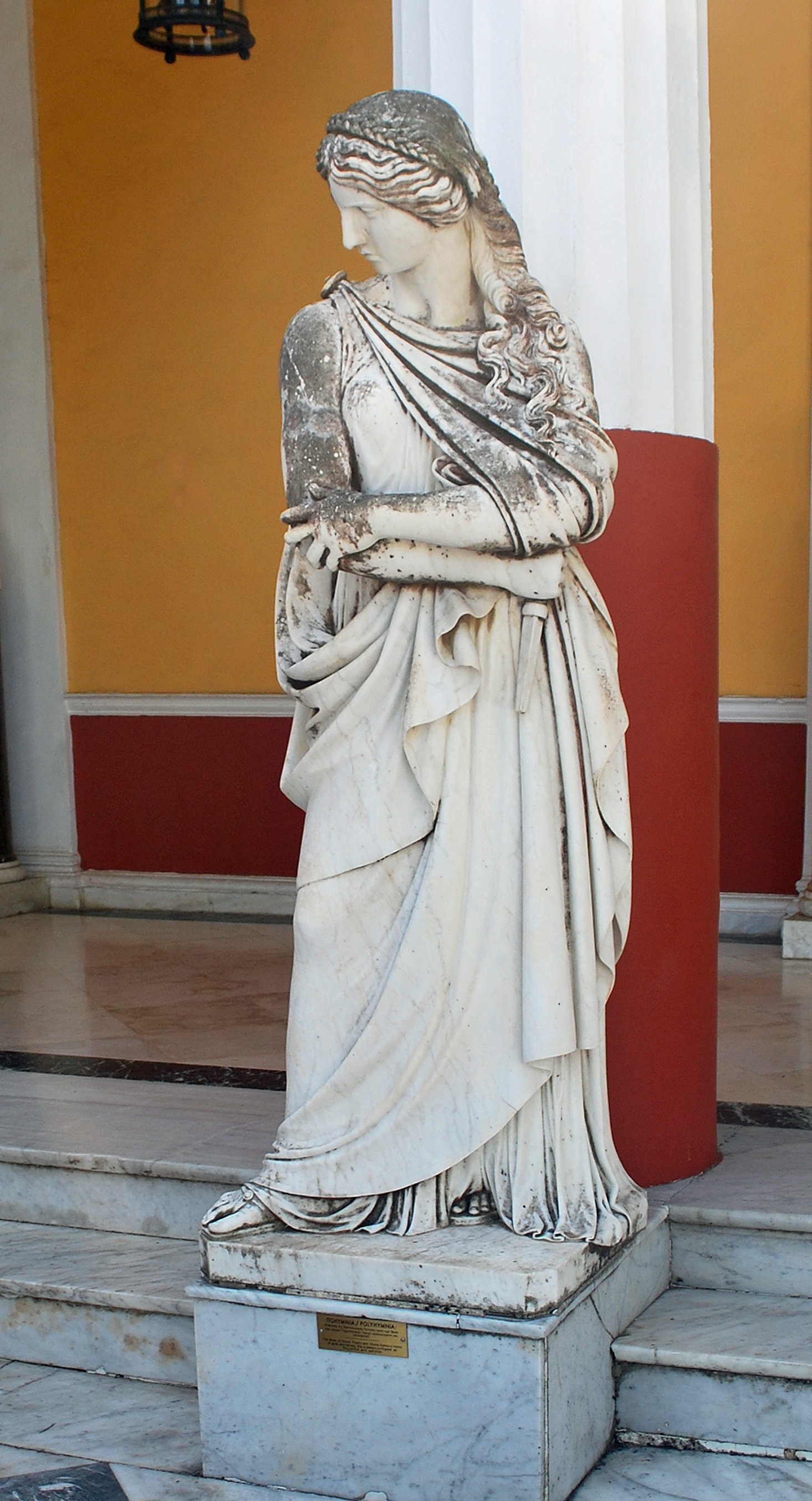
Polímnia
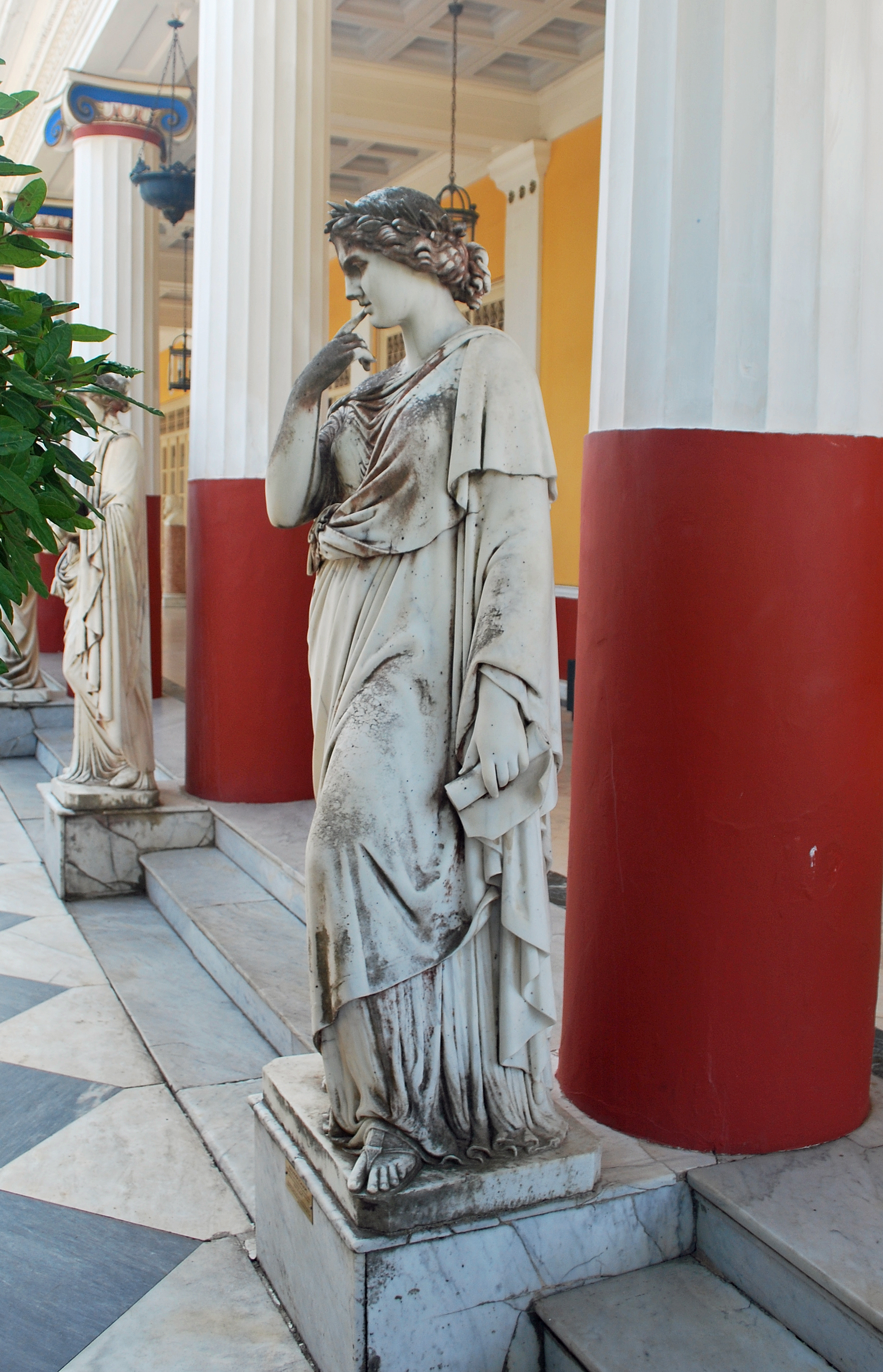
Calíope

Finalmente, consolidou-se em toda a Grécia o número de nove musas. Homero menciona algumas vezes uma musa e outras vezes várias musas, mas somente uma vez a Odisseia cita que eram nove. No entanto, não menciona nenhum de seus nomes. Hesíodo, na Teogonia, é o primeiro que dá os nomes das nove, que a partir de então passaram a ser reconhecidas. Plutarco afirma que em alguns lugares as nove eram chamadas pelo nome comum de Mneae ("recordações").
As nove musas canônicas são:
- Calíope (Καλλιόπη, "a de bela voz")
- Clio (Κλειώ, "a que celebra")
- Erato (Ερατώ, "amorosa")
- Euterpe (Ευτέρπη, "deleite")
- Melpômene (Μελπομένη, "cantar")
- Polímnia (Πολυμνία, "muitos hinos")
- Tália (θάλλεω, "florescer")
- Terpsícore (Τερψιχόρη, "deleite da dança")
- Urânia (Ουρανία, "celestial")

Apesar da difundida crença, não havia correlação entre as artes tradicionais (que eram seis) e as musas, sendo tal associação uma inovação posterior.

Estátuas das musas no Palácio Achilleion em Corfu
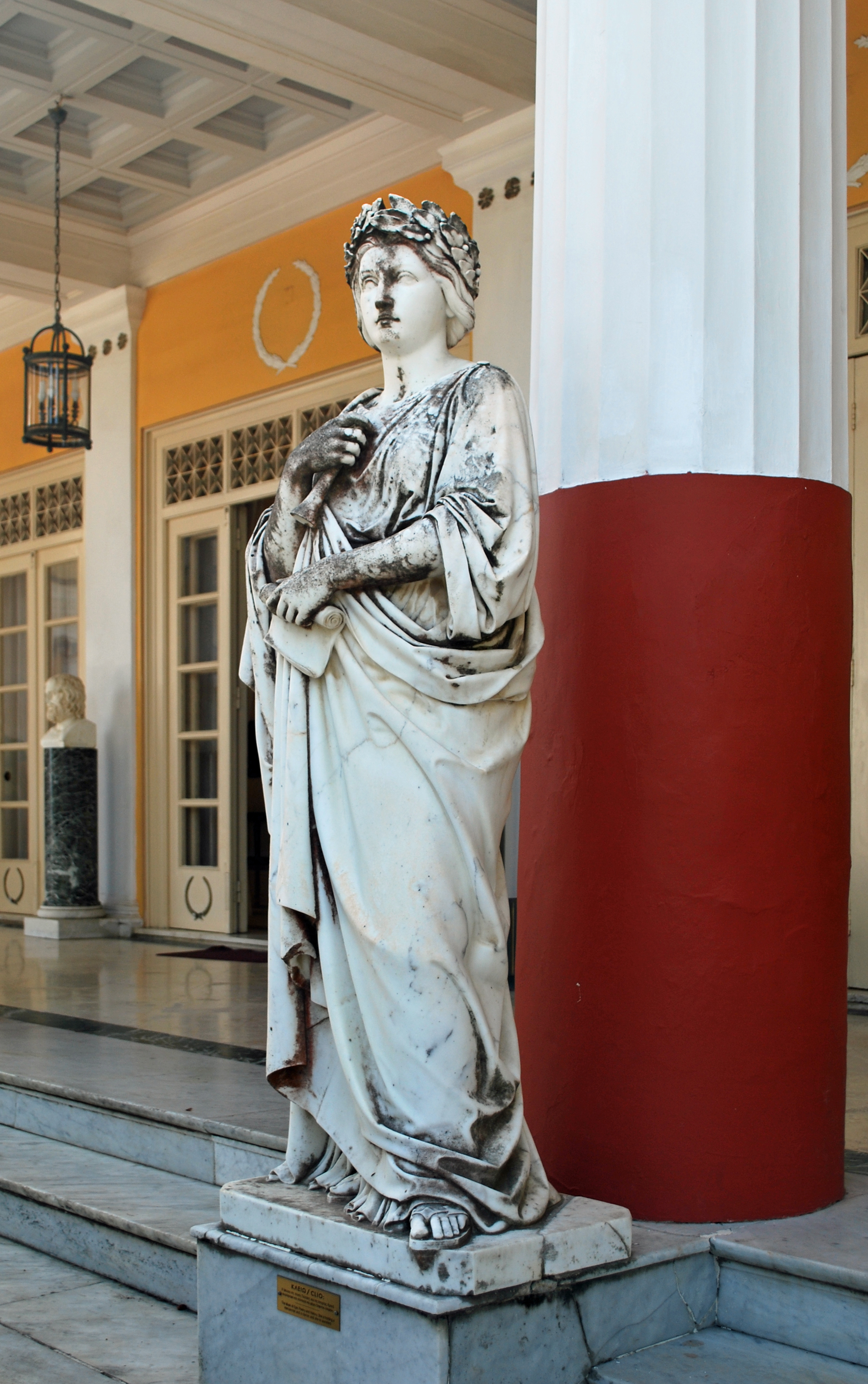
Clio
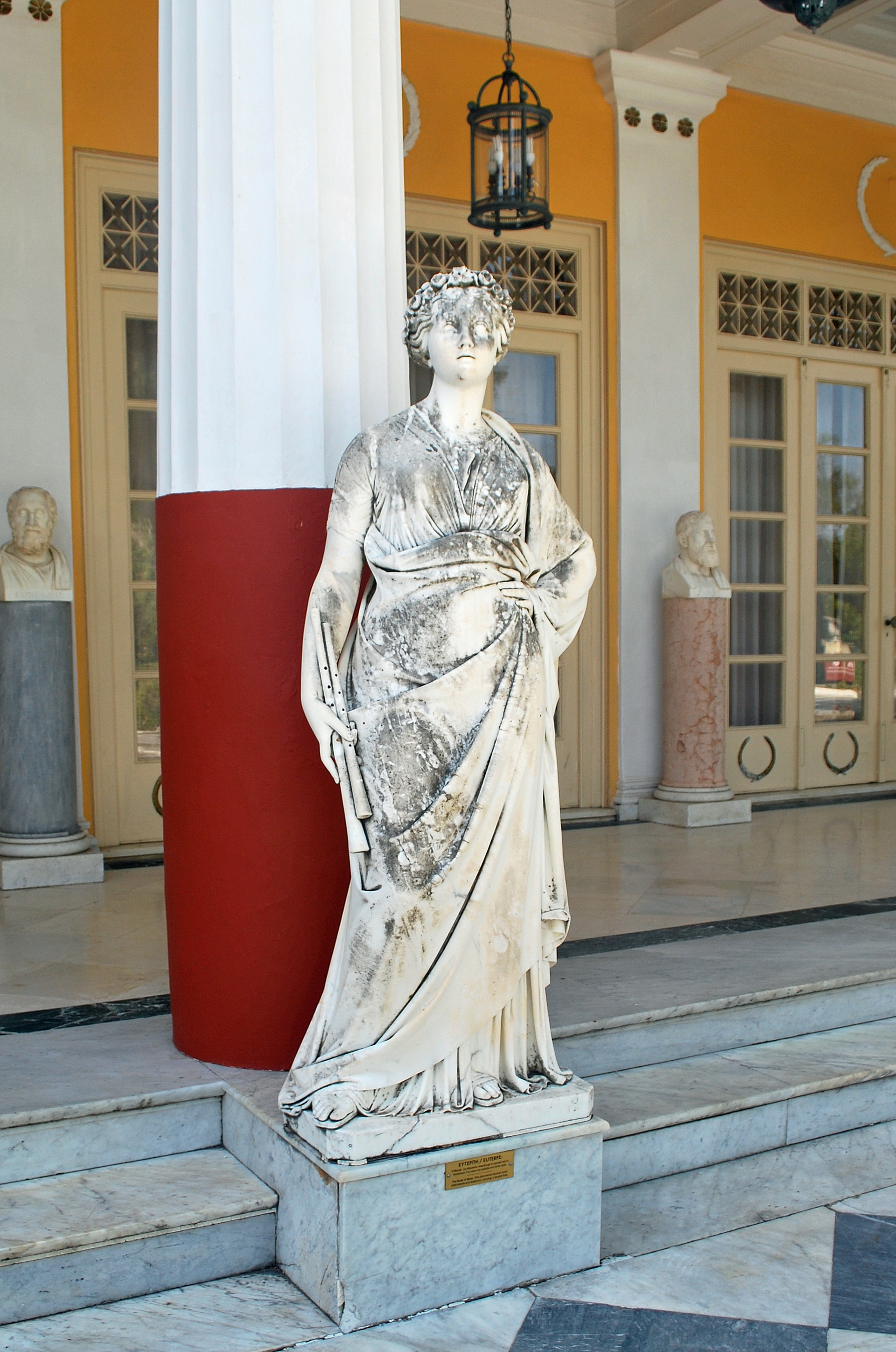
Euterpe
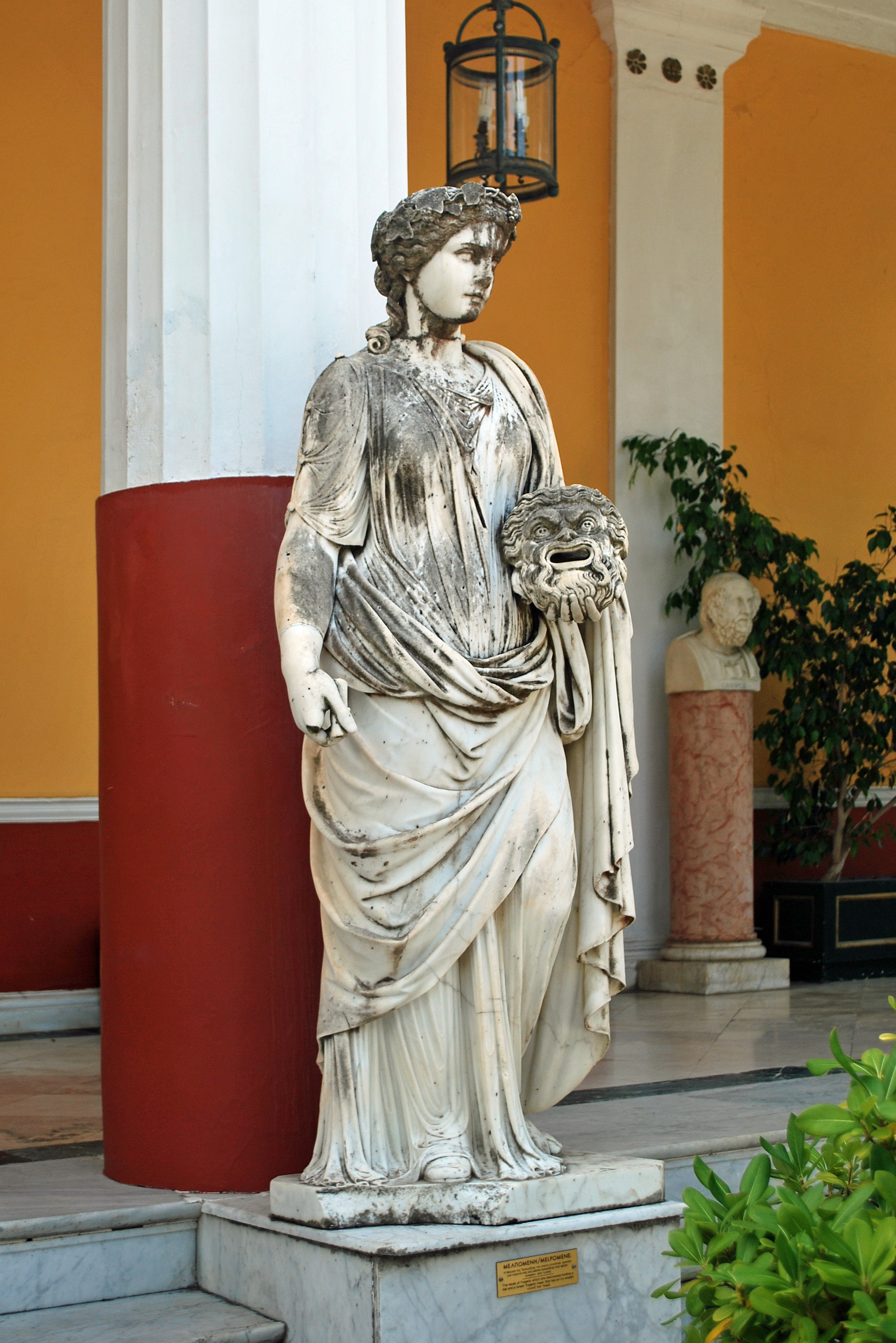
Melpômene
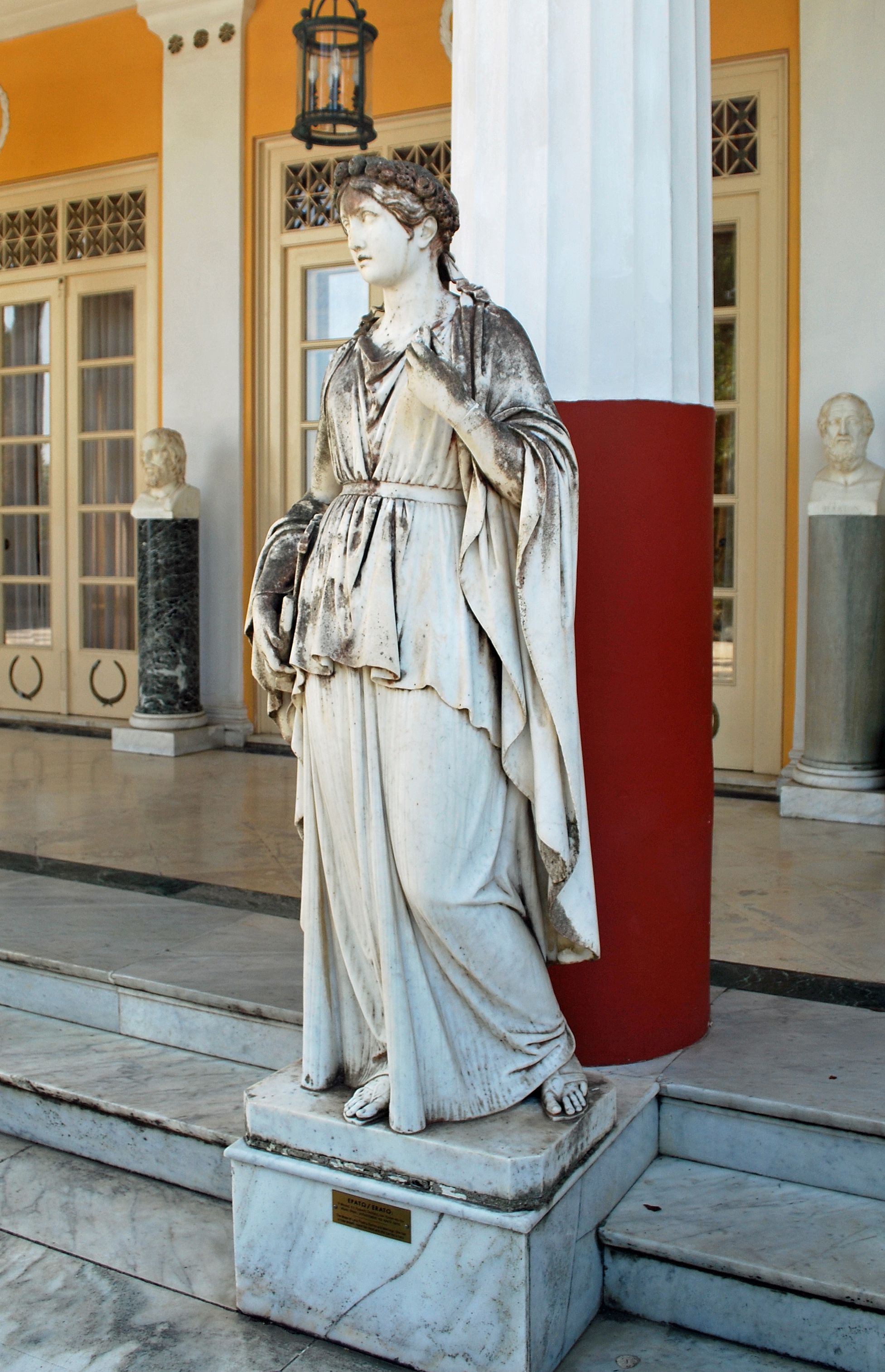
Erato
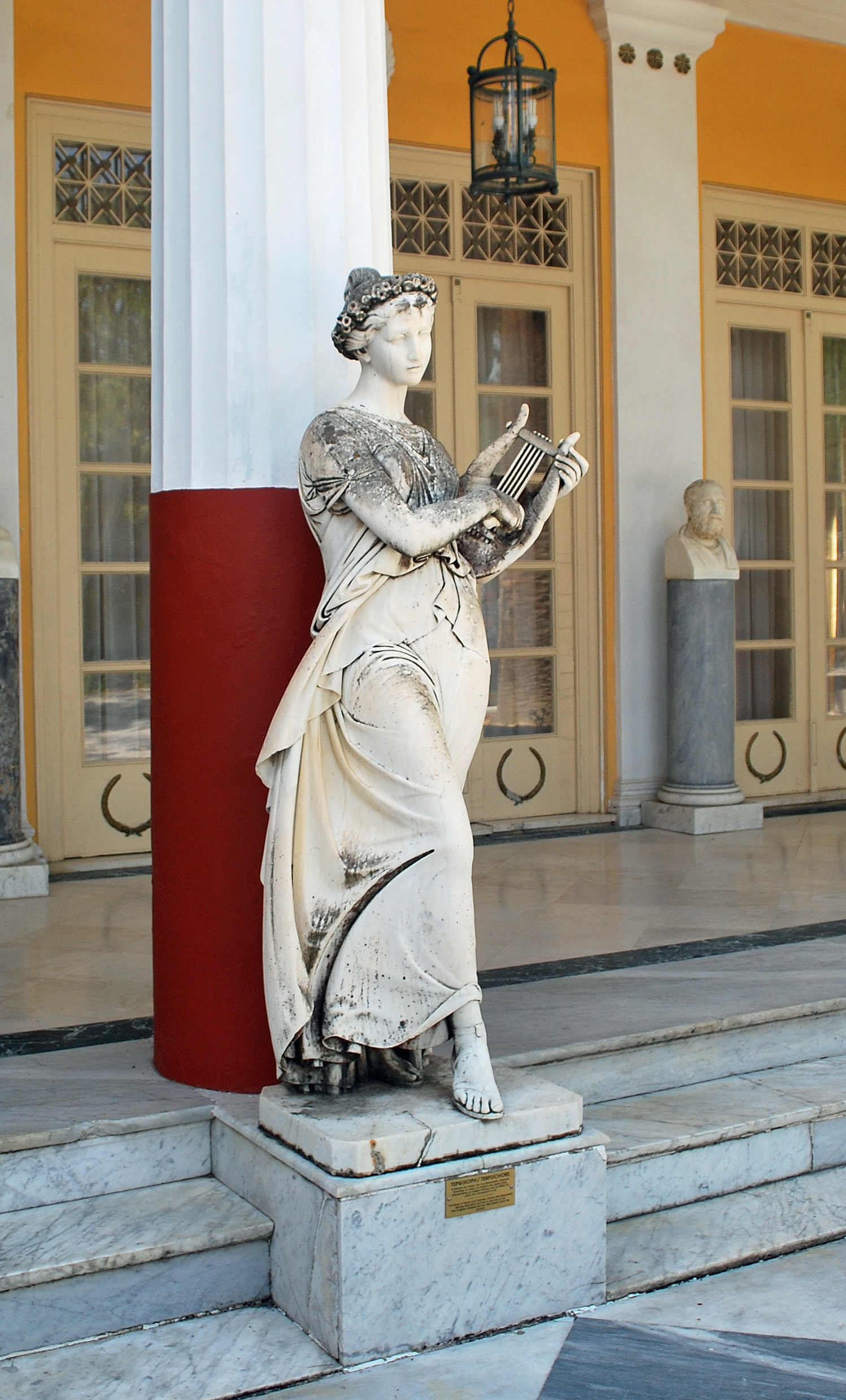
Terpsícore

- Urânia
- Tália
- Polímnia
- Calíope

## Representações artísticas

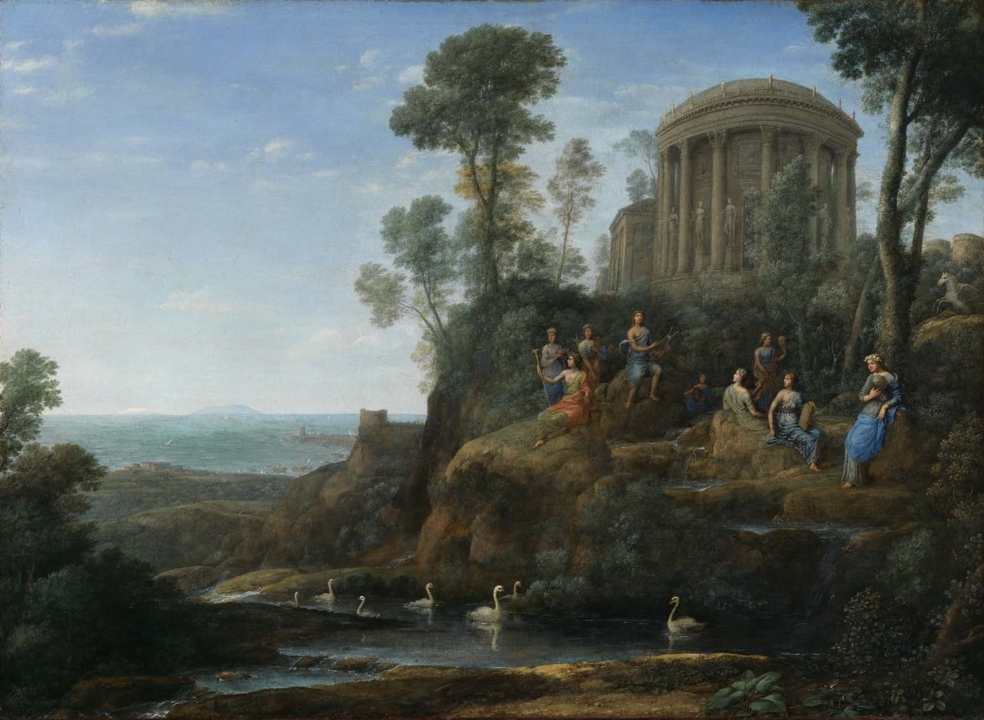
Apolo e as Musas no monte Parnaso
Claude Lorrain, 1680
Museu de Belas Artes de Boston

Nas obras de arte mais antigas se encontram somente três musas e seus atributos são instrumentos musicais, tais como o aulo, a lira ou a viola.
Na arte romana, renascentista e neoclássica, cada uma das nove musas recebiam, ao serem representadas em esculturas ou pinturas, atributos e atitudes diferentes, em função da disciplina artística ou científica com a qual eram associadas, o que permitia distingui-las:
- Calíope (poesia épica) aparece com uma tabuleta e um estilete, e às vezes com um pergaminho;
- Clíos (história) aparece sentada, com um pergaminho aberto ou um cofre de livros;
- Erato (poesia erótica) leva uma lira;
- Euterpe (poesia lírica) leva uma flauta;
- Melpômene (tragédia) com uma máscara trágica, a cabeça rodeada de folhas de parreira e levando coturnos;
- Polimnia (poesia sacra e geometria) aparece com gesto sério;
- Talía (comédia) aparece com uma máscara cômica;
- Terpsícore (dança e canto) aparece com um instrumento musical de corda (a lira ou a viola) e às vezes bailando;
- Urânia (astronomia e astrologia) com um compasso e um globo celeste.

Em algumas representações as musas aparecem com plumas sobre suas cabeças, aludindo a competição com as sereias. Também apareciam em ocasiões acompanhadas de Apolo.

## Mitologia

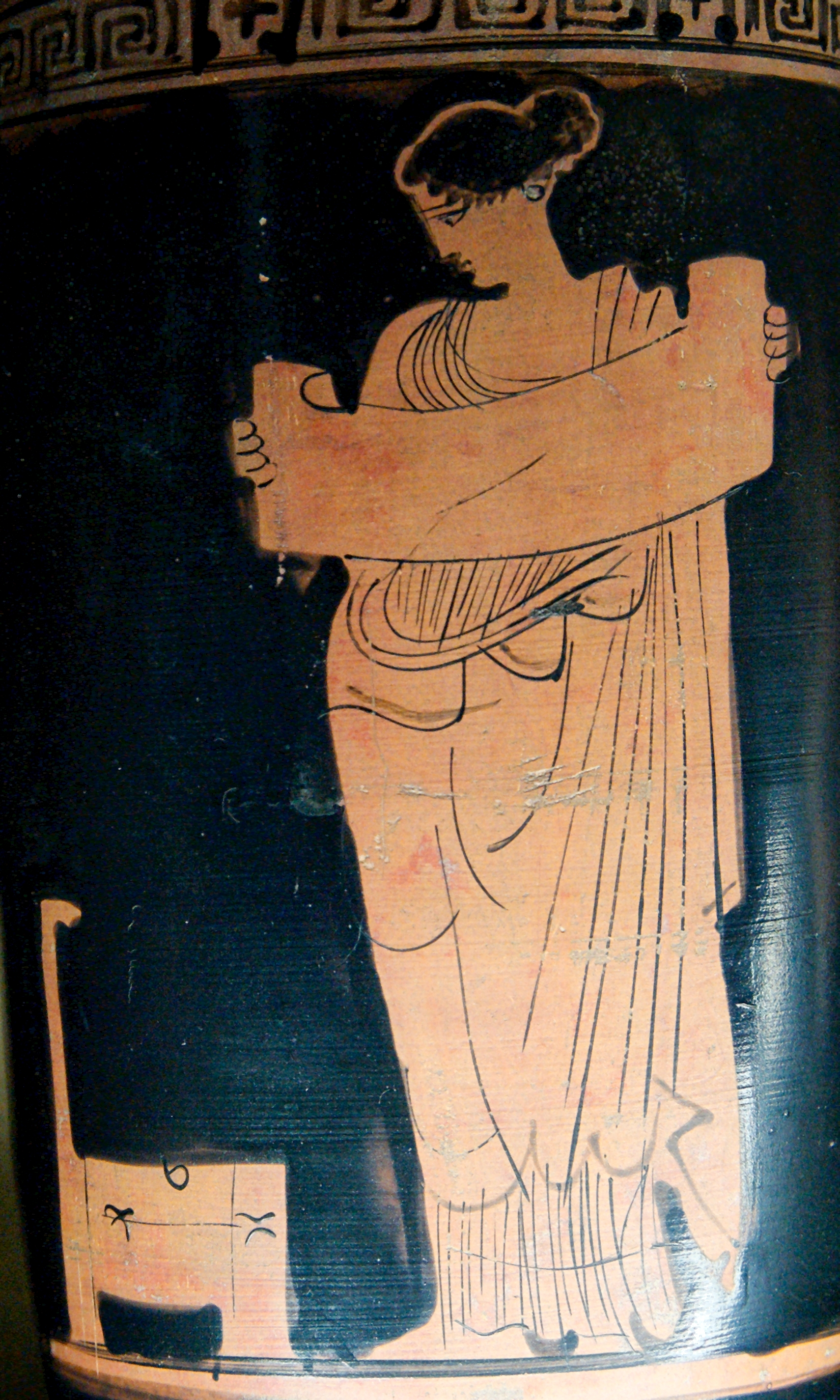
Musa lendo um pergaminho (talvez Clio), Beócia
c. 435-425 a.C., no Museu do Louvre

Nos poemas homéricos considera-se as musas deusas da música e da poesia que vivem no monte Olimpo. Ali cantam alegres canções nas reuniões dos deuses, e no funeral de Pátroclo cantaram lamentos. Da estreita relação existente na Grécia entre a música, a poesia e a dança pode também inferir-se que uma das ocupações das musas era o baile. Como lhes adoravam no monte Helicón, eram naturalmente associadas com Dioniso e a poesia dramática, e por isto eram descritas como suas acompanhantes, companheiras de jogo ou amas-de-leite.
O poder que lhes atribuem com mais frequência é o de trazer a mente do poeta mortal os sucedidos que há de relatar, assim como outorgar-lhe o dom do canto e dar-lhe elegância ao que recitar. Não há razão para duvidar de que os poetas mais antigos eram sinceros em sua invocação às musas e que realmente se creem inspirados por elas, mas em épocas posteriores, igualmente na atualidade, tal invocação é uma mera imitação. Ao ser deusas do canto, estão naturalmente relacionadas com Apolo, o deus da lira, que também instruía aos bardos e era mencionado junto a elas incluso por Homero. Em épocas posteriores, Apolo é muito situado em uma estreita relação com elas, pois lhe descrevem como chefe do coro das musas com o epíteto Apolos Musagetes (Μουσαγέτης).
Outra característica das Musas é seu poder profético, que lhes pertence em parte porque eram consideradas como ninfas inspiradoras e em parte por sua relação com Apolos, o deus profético de Delfos. Daí que instruíram, por exemplo, a Aristeu na arte da profecia. Como os poetas e os bardos obtinham seu poder das musas, alguns eram com freqüência chamados seus discípulos ou filhos:
- Linos é chamado filho de Anfímaros e Urânia, ou de Apolos e Calíope, ou de Terpsícore;
- Jacintos, filho de Píeros e Clios;
- Orfeus, de Calíope ou Clios;
- Tamiris, de Eratos.

Ainda que as musas não tenham ciclo legendário próprio, lhes atribuem alguns mitos menores: Mársias era um pastor frígio (em outras versões, um sátiro que desafiou Apolo a um concurso de música. Havia encontrado um aulo inventado por Atena que esta havia jogado porque lhe fazia inchar suas bochechas. Apolo tocou sua lira e Mársias esta flauta, e ambos o fizeram tão bem que nem as musas puderam decretar um vencedor. Então Apolo desafiou a Mársias a tocar o instrumento ao contrário: ele girou sua lira e tocou, mas o aulo não podia ser tocado ao contrário. Então as musas declararam vencedor a Apolo. Apolo, para castigar a Mársias por sua soberba e audácia ao desafiar a um deus, lhe atou a uma árvore e o esfolou vivo, dando seu sangue origem ao rio Mársias (em outras versões, os sátiros e as dríades lhe choraram tanto que foram suas lágrimas as que geraram o rio).
As piérides eram sete donzelas filhas do rei Píeros de Pieria, na Trácia, muito hábeis na arte do canto que, orgulhosas de seu talento, desafiaram as musas. As ninfas do Parnasos foram nomeadas como juízas, e como era de esperar falaram a favor das musas. Estas castigaram as piérides transformando-as em urracas, mudando assim suas vozes em grasnidos.
Após ser assassinado pelas mênades, servas de Dioniso, as musas recolheram os destroços do cadáver de Orfeu, filho de Calíope, e os enterraram ao pé do sagrado monte Olimpo, onde diz-se desde então que os rouxinóis cantam com mais doçura que em nenhum outro lugar.
Tamiris, legendário cantor filho de Filamon e da ninfa Argíope, desafiou as musas, exigindo ao sair vencedor unir-se sucessivamente com as nove. As musas venceram, e cegaram Tamiris por sua Hibris.
As sereias, filhas de Calíope ou Terpsícore com o rio Aqueloos, igualmente se atreveram a competir com elas, foram privadas das plumas de suas asas, que as próprias musas puseram como adorno.

## Funções na sociedade
A palavra grega mousa é um substantivo comum além de um tipo de deusa: significa literalmente "canção" ou "poema". A palavra deriva provavelmente da raiz indo-europeia men, que é também a origem do grego Mnemôsine, do latim Moneta, e das palavras "mente" e museu. Ou, alternativamente, de mont, "montanha", devido a sua residência no monte Helicón, que é menos provável em significado, mas mais provável linguisticamente.
As musas eram, portanto as personificações e as patrocinadoras das representações de discursos em verso ou mousike, "arte das musas" (de onde provém "música"). No período arcaico, antes de que os livros estivessem amplamente disponíveis, isto incluía quase todas as formas de ensinamento: o primeiro livro grego de astronomia, por Tales de Mileto, estava escrito em hexametros dactílicos, igual que muitas outras obras da filosofia pré-socrática. Tanto Platão com os pitagóricos incluíam explicitamente a filosofia como um subgênero de mousike. Heródoto, cujo principal meio de expressão era a recitação pública, chamou a cada um dos nove livros de suas Histórias com o nome de uma musa diferente.
Para o poeta e legislador Sólon, as musas eram "a chave da boa vida”, pois traziam tanto a prosperidade como a amizade. Sólon buscou a perpetuação de suas reformas políticas através do estabelecimento da declamação de sua poesia (completada com invocações as suas "musas práticas) por parte de jovens atenienses nos festivais de cada ano.

## Funções na literatura
As musas são invocadas tipicamente ao princípio, ou próximo, de um poema épico ou história clássica grega. Serviam de ajuda a um autor, ou como autêntico orador do qual o autor não era mais que a voz. Originalmente a invocação as musas era uma indicação de que o orador se movia na tradição poética, de acordo com as fórmulas estabelecidas.
Alguns exemplos clássicos são:
| “ | Conta-me, musa, a história do homem de muitos senderos, que, depois de destruir a sacra cidade de Troia, andou peregrinando larguíssimo tempo. | ” |

| “ | Conta-me, musa, as causas; ofendido que numen ou dolida por que a rainha dos deuses a sofrer tantas penas empurrou a um homem de notável piedade, a fazer frente a tanto incomodo. Tão grande é a ira do coração dos deuses? | ” |

| “ | Oh musas, oh altos gênios, ajuda-me! Oh memória que aponta o que vi, agora se verá tua autêntica nobreza! | ” |

| “ | Canta celeste Musa a primeira desobediência do homem. E o fruto daquela árvore proibida cujo funesto manjar trouxe a morte ao mundo e todos nossos males com a perda do Éden, até que um Homem, maior, reconquistou para nós a mansão bem-aventurada | ” |

| “ | Quem me dera uma musa de fogo que os transporte ao céu mais brilhante da imaginação; príncipes por atores, um reino por teatro, e reis que contemplem esta cena pomposa. | ” |

| “ | Esta, que me ditou, rimas sonoras, culta sim, ainda que bucólica, Talía. | ” |

## Culto às musas

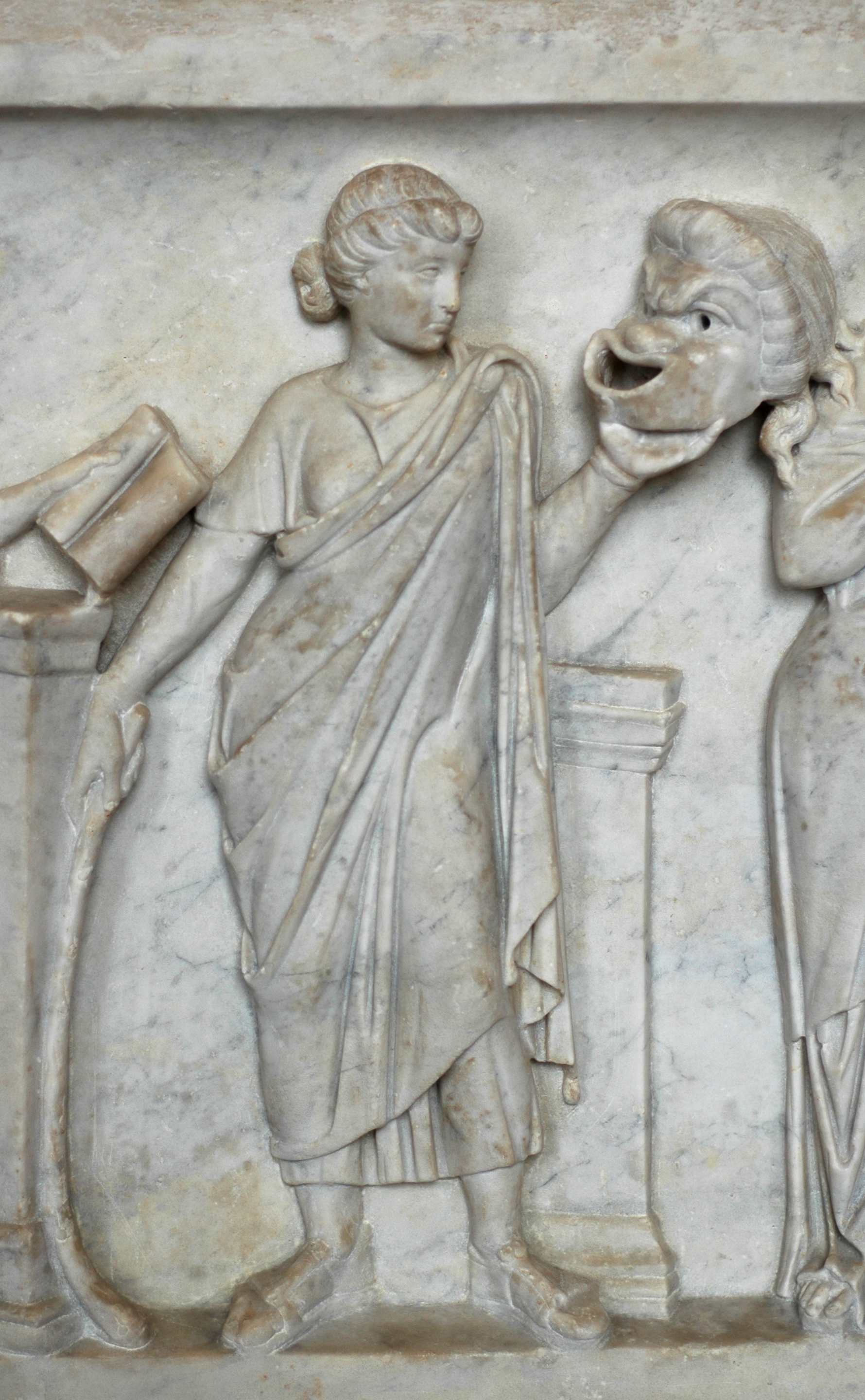
Tália, musa da comédia, segurando uma máscara
Detalhe de Muses Sarcophagus, as nove musas e seus atributos; mármore, século II, Via Ostiense, Museu do Louvre

A adoração das musas surgiu originalmente na Trácia e na Pieria sobre o monte Olimpo, de onde foi levado à Beócia, de forma que os nomes das montanhas, grutas e fontes relacionados com seu culto foram igualmente transferidos do norte ao sul. Próximo do monte Helicón, dizia-se que os Alóadas: Efialtes e Otos lhes ofereceram os primeiros sacrifícios, e no mesmo lugar havia um santuário com suas estátuas, as fontes Hipocrene e Aganipe (pelo qual às vezes eram chamadas hipocrenídes e aganípedes), e sobre o monte Leibethrion (Leibethrionídes), que está relacionado com o Helicón (Heliconíades), havia uma gruta consagrada a elas. Dizia-se que Píeros, um macedônio, foi um dos primeiros em introduzir a adoração das nove musas da Trácia a Téspias, ao pé do Helicón. Ali havia um templo e estátuas, e os téspios celebravam um solene festival das musas no Helicón, chamado Museia (Μουσεἲα). O monte Parnaso estava de igual forma consagrado a elas, com a fonte de Castalia, próxima da qual tinham um templo, e a cova Coricia, pelo qual eram às vezes chamadas castálides, corícides ou coricias.
Da Beócia, que se tornou portanto o centro de adoração das nove musas, se estendeu mais tarde às demais regiões da Grécia. Por isto existe um templo das musas na Academia de Atenas. Ofereciam-lhes sacrifícios em Esparta antes de ir à batalha; em Trecén, onde seu culto foi introduzido por Ardalos, lhes ofereciam sacrifícios junto com Hipnos, o deus do sono; em Corinto tinham consagrada a fonte Pirene (Pirenídes), a fonte de Pégasos; em Roma tinham um altar em comum com Hércules, que também era considerado um Musagetes, e possuíam um templo em Ambracia adornado com suas estátuas.
A adoração às musas podia estar também relacionado com o culto heróico de poetas: tanto a tumba de Arquíloco em Tasos como as de Hesíodo e Tamiris na Beócia acolhiam festivais no qual as declamações poéticas eram acompanhadas de sacrifícios às musas.
Os sacrifícios que lhes ofereciam consistiam em libações de água ou leite e de mel. Os diversos epítetos com os quais eram designadas pelos poetas procedem em sua maior parte dos lugares que lhes estavam consagrados ou nos quais eram adoradas, ainda que alguns aludissem à doçura de suas canções.
Quando Pitágoras chegou a Crotona, seu primeiro conselho aos crotonienses foi construir um altar às musas no centro da cidade, para impulsionar a harmonia cívica e a aprendizagem.
A biblioteca de Alexandria e seu círculo de investigadores se formaram ao redor de um Mousaion ("museu" ou "altar das musas") próximo à tumba de Alexandre, o Grande.
Muitas figuras do iluminismo buscaram restabelecer um "Culto às musas" no século XVIII. Uma famosa loja maçônica na Paris pré-revolucionária era chamada Les Neuf Sœurs ("nove irmãs", ou seja, nove musas), e a ela estavam presentes Voltaire, Benjamin Franklin, Danton e outros personagens influentes da época. Um efeito secundário deste movimento foi o uso da palavra "museu" (originalmente, "lugar de culto as musas") para referir-se a um lugar destinado a exibição pública de conhecimento.

## Miscelânea
- A poetisa Safo de Lesbos foi recompensada com o compromisso de ser chamada "a décima Musa" por Platão.
- A constituição de 1920 de Gabriele D'Annunzio para o Estado Livre de Fiume estava embasado em torno às nove musas e invocava a Energeia ("energia") como "a décima musa".
- Agostinho de Hipona escreve sobre a origem da lenda das nove musas em sua obra "A doutrina cristã"(Livro II, capítulo 17) e explica uma refutação de Varrão.
- Em Nova Orleães há nove ruas em honra das musas.
- A palavra musa se usa figurativamente para referir-se a alguém que inspira um artista.
- A palavra musa deu origem à palavra "música".

## As musas na arte
- Monte Parnaso de Rafael Sanzio